# Drapeau de la Guyane
Le drapeau usuel de la Guyane est un drapeau civil. Il est adopté officiellement entre 2010 et 2015 par le conseil général de la Guyane, composé de deux triangles : le vert qui représente la forêt et le jaune qui représente les richesses du territoire. L'étoile rouge représente le socialisme ou le sang.
Aujourd’hui, bien que non officiel, il est toujours très populaire, encore visible devant certaines mairies. On trouve également de nombreux vêtements avec le drapeau ou aux couleurs du drapeau.

## Histoire
Ce drapeau a été créé à Paris dans les années 1960 par des étudiants guyanais proches des cercles indépendantistes africains. Le rouge, le jaune et le vert font en effet allusion aux couleurs panafricaines des drapeaux de certains pays d’Afrique. Il est adopté en septembre 1967 lors d'un congrès par l'Union des travailleurs guyanais, sous l'égide de Turenne Radamonthe.
Le 22 janvier 2010, le conseil général de la Guyane adopte finalement le drapeau sous l'impulsion d'Alain Tien-Liong, président indépendantiste du conseil général. Cette adoption a lieu peu après la victoire du « non » au référendum sur l'autonomie de la Guyane et pour lequel le conseil général s'était beaucoup investi pour la victoire du « oui ».
En 2016, au moment de la fusion des conseils général et régional, la nouvelle collectivité n'a pas repris ce drapeau. Il est toutefois largement utilisé[réf. nécessaire] par les manifestants participant au mouvement social de 2017. À la suite du mouvement, la nouvelle collectivité de Guyane et plusieurs institutions et municipalités arborent ce drapeau.
À l'occasion du congrès des élus de Guyane du 27 novembre 2018, le représentant des peuples autochtones, puis le député Lénaïck Adam, contestent la légitimité de ce drapeau. Selon Lénaïck Adam, « il est légitime de porter un drapeau au congrès des élus, toutefois, il aurait fallu que ce drapeau eût été accepté par l'ensemble des composantes de la société guyanaise. Et ce en n'utilisant pas des stratégies de légitimation très marxistes-léninistes. Ce drapeau est inabouti dans la mesure où, au moment où il a été conçu, les Amérindiens et les Bushinengués étaient classés au rang de sauvages, de primitifs et que l'identité guyanaise ne se résumait qu'aux Créoles ».

Drapeau des 6 peuples autochtones de Guyane (Depuis 2012).
Drapeau historique, basé sur les armoiries coloniales de la Guyane.
Drapeau de l'UTG (Drapeau utilisé par le conseil général de 2010 à 2015).